# Црвени (филм из 2024)
Црвени (енгл. Red One) америчка је божићна филмска комедија из 2024. Режију потписује Џејк Касдан, по сценарију Криса Моргана и причи Хирама Гарсије. Главне улоге тумаче Двејн Џонсон, Крис Еванс, Луси Љу и Џеј-Кеј Симонс.
Приказан је 15. новембра 2024. у Сједињеним Америчким Државама, односно 7. новембра исте године у Србији. Добио је углавном негативне рецензије критичара.

## Радња
Када Деда Мраза, познатог под кодним именом Црвени (Џеј-Кеј Симонс), отму, Шеф обезбеђења Северног пола (Двејн Џонсон), мора да удружи снаге са најпознатијим светским ловцем на уцене (Крис Еванс) како би заједно спасили Божић.

## Улоге
| Глумац             | Улога         |
| ------------------ | ------------- |
| Двејн Џонсон       | Калум Дрифт   |
| Крис Еванс         | Џек О’Мали    |
| Луси Љу            | Зои Харлоу    |
| Џеј-Кеј Симонс     | Деда Мраз     |
| Кирнан Шипка       | Грила         |
| Бони Хант          | Госпођа Мраз  |
| Реиналдо Фаберле   | Агент Гарсија |
| Кристофер Хивју    | Крампус       |
| Ник Крол           | Тед           |
| Весли Кимел        | Дилан         |
| Мери Елизабет Елис | Оливија       |
| Марк Еван Џексон   | Ујак Рик      |